# Головашкин, Александр Николаевич
Алекса́ндр Никола́евич Голова́шкин (4 декабря 1972 года, Ликино, Московская область, РСФСР, СССР) — российский сотрудник органов внутренних дел, полковник полиции, Герой Российской Федерации (2008).

## Биография
Родился 4 декабря 1972 года в посёлке Ликино (Московская область), по национальности русский. В 1988 году, окончив 8 классов Ликинской средней школы, он поступил в профессионально-техническое училище, окончил его 1991 году, в 2005 году получил высшее образование, окончив юридический институт, в 2014 году окончил Российскую академию государственной службы при Президенте РФ.
С 1991 по 1993 год Александр Головашкин проходил срочную службу по призыву, служил во внутренних войсках МВД России на территории Северо-Кавказского военного округа.
С 1993 года — начал службу с рядового состава в милиции в отделе вневедомственной охраны при Одинцовском УВД Московской области.
В 1994 году переведен в Федеральную таможенную службу Российской Федерации и был назначен на должность — старшего инспектора отдела быстрого реагирования Московского Регионального таможенного управления.
В 1996 году был назначен на должность — ведущего инспектора по борьбе с таможенными правонарушениями Московского Регионального таможенного управления.
В Московской милиции без участия спецподразделения СОБР «Булат» фактически не проводится ни одно серьезное мероприятие на территории Московской области. Сотрудники участвуют в самых опасных спецоперациях, когда существует реальная угроза жизни мирных граждан и опасность вооруженного сопротивления преступников. СОБР «Булат» неоднократно был отмечен следователями ГУВД, а так же руководством Прокуратуры за чрезмерную жестокостью при задержании (аресте) «Воров в законе» и рецидивистов. Данное спецподразделение является самым легендарным и боевым спецназом в системе ОВД.
В 1997 году переведен в Министерство внутренних дел Российской Федерации (МВД России), и был назначен на должность — оперуполномченного боевого отделения СОБР «Булат» Регионального управления по борьбе с организованной преступностью (РУБОП) МВД России по Московской области.
В 2001 году получил повышение по службе — стал старшим оперуполномоченным СОБР «Булат» РУБОП МВД России по Московской области.
В 2002 году офицер поднялся ещё на одну служебную ступеньку, заняв должность — старшего оперуполномоченного по особо важным делам.
В 2002 году получил новое должностное назначение, став — старшим оперуполномоченным ОМСН(СОБР) «Булат» при ГУВД Московской области.
В 2005 году — старший оперуполномоченный ОМСН(СОБР) «Булат» криминальной милиции ГУВД по Московской области. В отряде считался квалифицированным высотником, отмечен знаком МВД России «Лучший сотрудник специальных подразделений милиции».
Во время боевых действий на Северном Кавказе нёс службу в этом регионе в составе боевого отделения. Участвовал в боевых действиях и в боестолкновениях с незаконными бандитскими вооруженными формированиями. В сентябре-ноябре 1999 года находился в Республике Дагестан, а в апреле-июле 2000 года, январе-апреле 2002 года и с декабря 2003 года по март 2004 года — в Чеченской Республике. За личную доблесть, проявленную при выполнении служебного долга, в соответствии с Указами Президента Российской Федерации был удостоен нескольких государственных наград: 19 января 2000 года — медали «За отвагу»; 26 июля 2001-го и 8 ноября 2003-го — соответственно, медалей ордена «За заслуги перед Отечеством» II и I степени; 27 декабря 2004-го — ордена Мужества.
С 14 апреля 2007 года майор милиции Головашкин находился в Республике Дагестан, где проводилась специальная комплексная профилактическая операция. Старшего оперуполномоченного назначили заместителем командира мобильной группы, включённой в состав приданных МВД по Республике Дагестан сил по Хасавюртовскому направлению. Имея отменную профессиональную подготовку и большой опыт выполнения специальных задач правоохранительной направленности в «горячих точках», милицейский старший офицер успешно справлялся с порученной ему во время этой служебной командировки работой. Он лично участвовал в оперативно-разыскных и специальных мероприятиях, которые были направлены на предотвращение ряда террористических актов и особо тяжких преступлений на территории Дагестана.
12 мая 2007 года во время своей очередной командировки на территории Дагестана г. Хасавюрт оперативные сотрудники спецподразделения СОБР «Булат» ГУ МВД России по Московской области осуществляли поиск вооружённых бандитов. Во время проверки домовладения произошло столкновение с вооруженными автоматическим оружием преступниками. Головашкин А. Н. шел впереди группы, нес перед собой специальный защитный бронещит, оказавшись на лини огня, офицер прикрыл собой товарищей и продолжал вести бой. Будучи тяжело раненым, отдал указание основным силам отходить, прикрывал отход группы. Был вынесен сослуживцами и доставлен в Хасавюртовскую центральную районную больницу с осколочными ранениями и тяжелым ранением в голову. Долгое время проходил лечение в госпитале в г. Москва, врачам удалось восстановить здоровье и спасти поврежденный ранением глаз.
Вот как этот бой описал сам Головашкин А. Н.:
«Данная операция — наша общая заслуга, так как мы СОБР это единая команда. В день операции я поступил именно так, потому что рядом со мной находились мои боевые товарищи. Я просто выполнил свою обычную работу оперативника СОБР. Мы в составе сводной группы прочесывали домовладение в частном секторе, в этот момент на 2 этаже в одном из длинных коридоров боевики встретили нас огнем. В штурмовой группе, которая вошла в дом, кроме меня и моего заместителя, были ещё относительно молодые сотрудники. Именно поэтому я и принял решение войти со щитом первым в помещение, в котором укрылись бандиты. Мой заместитель шел вторым номером. В тот момент, когда мы начали заходить, в нас выпустили 15-17 пуль из автоматического оружия. Уже после боя можно было увидеть, что моя каска была пробита навылет, в воротнике бронежилета нашли 2 пули, остальные пули застряли в щите. При этом один боевик выкатил на нас 2 гранаты „хатабки“, мне ничего не оставалось, как прикрыть их собой и своим щитом. Осколками от взрыва гранаты мне посекло лицо, товарищ получил осколочное ранение. В итоге мы вызвали огонь боевиков и группа ответным огнем смогла их уничтожить».
Указом Президента Российской Федерации № 182 от 11 февраля 2008 года за мужество и героизм, проявленные при исполнении служебного долга в условиях, сопряжённых с риском для жизни на территории Северо-Кавказского региона, Головашкину А. Н. присвоено звание Героя Российской Федерации.
Без отрыва от службы окончил в 2014 году — Академию государственной службы при Президенте России, по специализации «Государственное и муниципальное управление».
В 2016 году во время реформы по указу Президента России была создана Федеральная служба войск национальной гвардии Российской Федерации Росгвардия, в которую автоматически перешли из МВД России подразделения ОМОН и СОБР. Полковник полиции Головашкин А. Н. принял решение о продолжении дальнейшей службы в отделе обеспечения деятельности оперативных мероприятий (ОСН «Гром») Управления по контролю за оборотом наркотиков Главного управления МВД России по Московской области.
Головашкин А. Н. активно участвует в общественной жизни. Проводятся региональные турниры по боксу и по смешанным боевым искусствам на призы Героя Российской Федерации А. Н. Головашкина. Входит в состав Одинцовского отделения Всероссийской общественной организации ветеранов «Боевое братство».
9 декабря 2019 года кавалер российской медали «Золотая Звезда» и ордена Мужества Головашкин А. Н., в числе других почётных гостей побывал в Георгиевском зале Кремля на традиционном торжественном приёме, проведённом в честь знаменательного праздничного события — Дня Героев Отечества.

## Награды
- Медаль «Золотая Звезда»
- Орден Мужества
- Медаль ордена «За заслуги перед Отечеством» I степени
- Медаль ордена «За заслуги перед Отечеством» II степени
- Медаль «За отвагу»
- Ведомственные почётные знаки МВД России

## Дополнительно
В 2018 году вышел документальный фильм Сергея Бадюка «И грянул ГРОМ» — история Героя России А.Головашкина.